# Teleki-kúria (Alsójára)
Az alsójárai Teleki-kúria műemlék épület Romániában, Kolozs megyében. A romániai műemlékek jegyzékében a CJ-II-m-B-07680 sorszámon szerepel.